# Celia Escamilla Rivera
Celia del Carmen Escamilla Rivera (Ciudad del Carmen, 29 de diciembre de 1984) es una cosmóloga y científica mexicana que propuso en compañía con otros colegas una teoría que podría resolver qué tan rápido se extiende el universo.
Su trabajo se centra en la cosmología teórica y observacional, el desarrollo de la geoestadística numérica y el análisis de modelos de energía oscura.

## Datos biográficos
Celia del Carmen Escamilla Rivera nació el 29 de diciembre de 1984 en Ciudad del Carmen, Campeche, su interés en la ciencia y el cosmos surgió desde pequeña, incentivada por el texto Cómo acercarse a la astronomía de Julieta Fierro.
Estudió la licenciatura en física en la Universidad de Guanajuato, donde obtuvo una beca en la Universidad de Cambridge, que le permitió trabajar en su tesis de tema Cosmología en el Límite de Carroll en la acción de Sen. También estudió la maestría en física en la Universidad de Guanajuato, periodo durante el cual, desarrolló la teoría de la super gravedad clásica y publicó la tesis Cosmología clásica supersimétrica.
Sus estudios de doctorado los llevó a cabo en la Universidad del País Vasco en colaboración con la Universidad de Oxford, para continuar con un posdoctorado en la Universidad de Nottingham y otro en la Universidad Federal del Espíritu Santo.

## Líneas de trabajo
Sus líneas de trabajo como investigadora titular en el Departamento de Gravitación y Teoría de Campos, ICN-UNAM se enfocan en cosmoestadística, cosmología, energía oscura, teorías alternativas de la gravitación y teorías extendidas de la gravedad.

## Aportaciones científicas
Ha trabajado en el Centro Mesoamericano de Física Teórica (MCTP) y es investigadora en el Instituto de Ciencias Nucleares (ICN) de la UNAM, donde se desempeña como Jefa del Departamento de Gravitación y Teoría de Campos, desde donde ha propuesto la creación del primer Laboratorio de Cosmología Numérica en conjunto con científicos de México y Brasil.
Desde 2015 está trabajando en un proyecto conjunto con investigadores de Estados Unidos, Inglaterra, Francia, España y México, en el que se intenta crear un mapa 3D del universo a través del instrumento espectroscópico para la energía oscura (DESI). Esta investigación permitirá medir la historia de la expansión de universo, permitirá saber qué es la energía oscura y si coincide con las ecuaciones de la relatividad general de Einstein como una constante cosmológica.
En diciembre de 2020 fundó el Grupo CosmoNag (Cosmostatistics National Group), integrado por investigadores del Instituto de Ciencias Nucleares (UNAM), así como de la Universidad de Sheffield y la Universidad de Glasgow, quienes a través del análisis estadístico de datos procedentes de telescopios trabajan con “cosmología de precisión”.

## Divulgación de la ciencia
Colabora en la divulgación de la ciencia para las infancias a través de la radio en Radiombligo,además de que imparte conferencias sobre el origen del universo.

## Premios y reconocimientos
- Medalla al mérito ciudadano 2023 en Ciudad del Carmen.
- Es la primera mujer mexicana aceptada como fellow de la Royal Astronomical Society.
- Miembro Nivel I del Sistema Nacional de Investigadores (SNI) de 2015 a 2017.
- Miembro Nivel II del Sistema Estatal de Investigadores (SEI).
- Miembro de la Sociedad Mexicana de Física (SMF).
- Miembro del Instituto Avanzado de Cosmología (IAC).[9]